# رمة الهيب
رُمة الهـَيـْب (بالعبرية: רומת אל-הייב)، وكان الاسم السابق "عرب الهيب"، سكان القرية هم عائلة بدوية تعيش في منطقة الناصرة التابعة لمحافظة الجليل الأسفل، يبلغ عدد سكانها نحو 1,710 نسمة عام 2011م،